# Pont de Vaugon
Le pont de Vaugon a été construit sur la Seiche par le duc d'Aiguillon en remplacement d'un pont qui existait dès le XIVe siècle sur l'ancienne route reliant Rennes à Châteaubriant ; les seigneurs de Châteauloger en Saint-Erblon y percevaient autrefois un droit.

## Localisation
Il marque aujourd'hui la limite entre les communes de Vern-sur-Seiche et de Saint-Armel. Il se situe entre les écarts de Vaugon et du Pérel.
La Route nationale 163 passait par ce pont avant que ne soit construit un pont pour la voie express RD 163 à 200 mètres à l’ouest.
Il se trouve à une vingtaine de mètres d’altitude.

## Architecture
Il comprend quatre arches : trois arches surbaissées en plein cintre, séparées par deux piles à éperons triangulaires et une arche de décharge.
Une grosse moulure torique court au-dessus de la clef de voûte des arches. À proximité de son angle sud-ouest, une colonne en granit de 2,50 m de hauteur est sculptée d'un écusson ovale très fruste, entouré de deux branches et sommé d'une couronne ducale. La date de 1757 est gravée en creux sous l'écusson. Le remarquable pont en dos d'âne est probablement l'œuvre d'un ingénieur formé à l'École des ponts et chaussées créée dix ans avant sa construction.

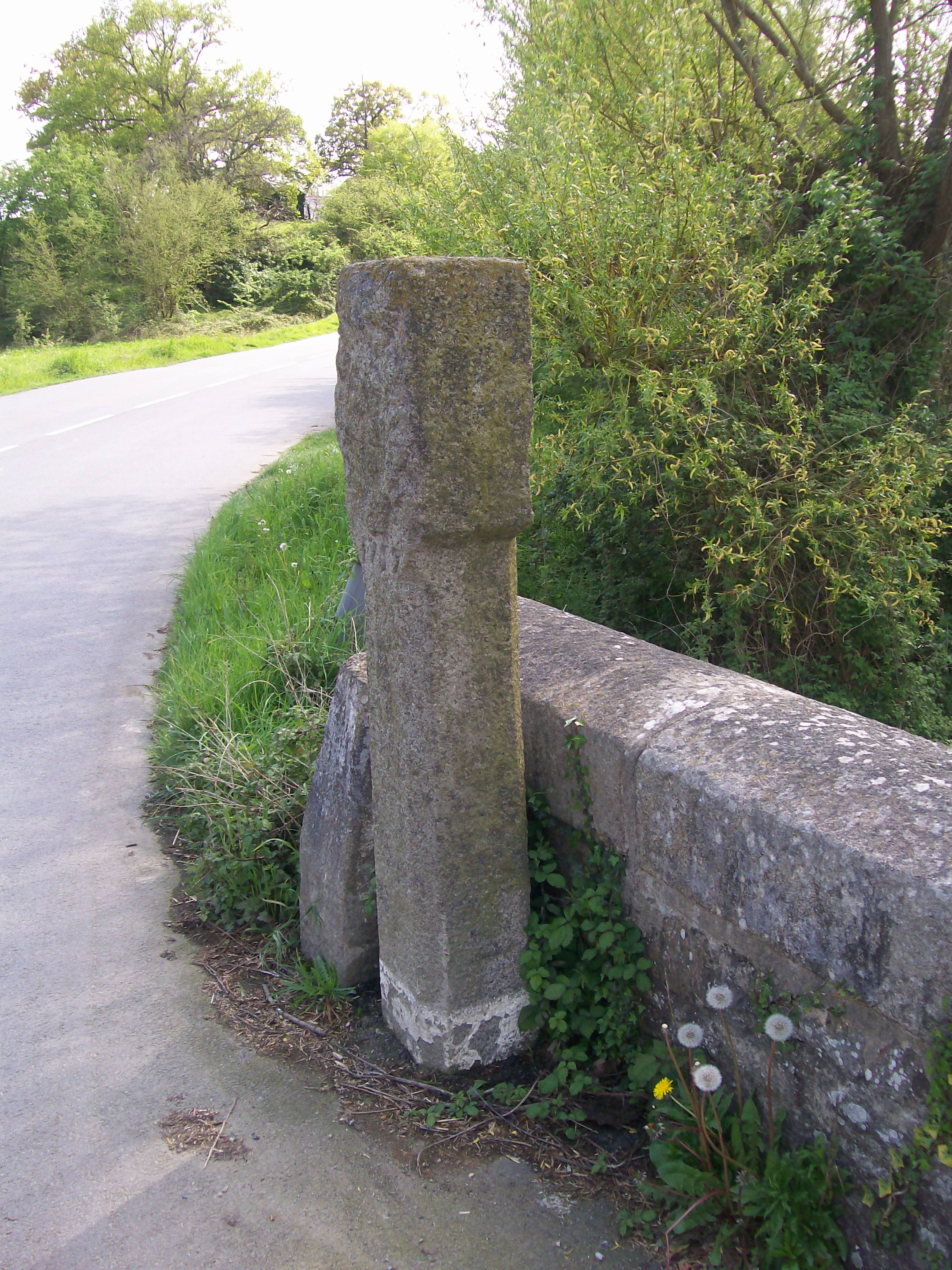
Borne au sud-ouest du pont
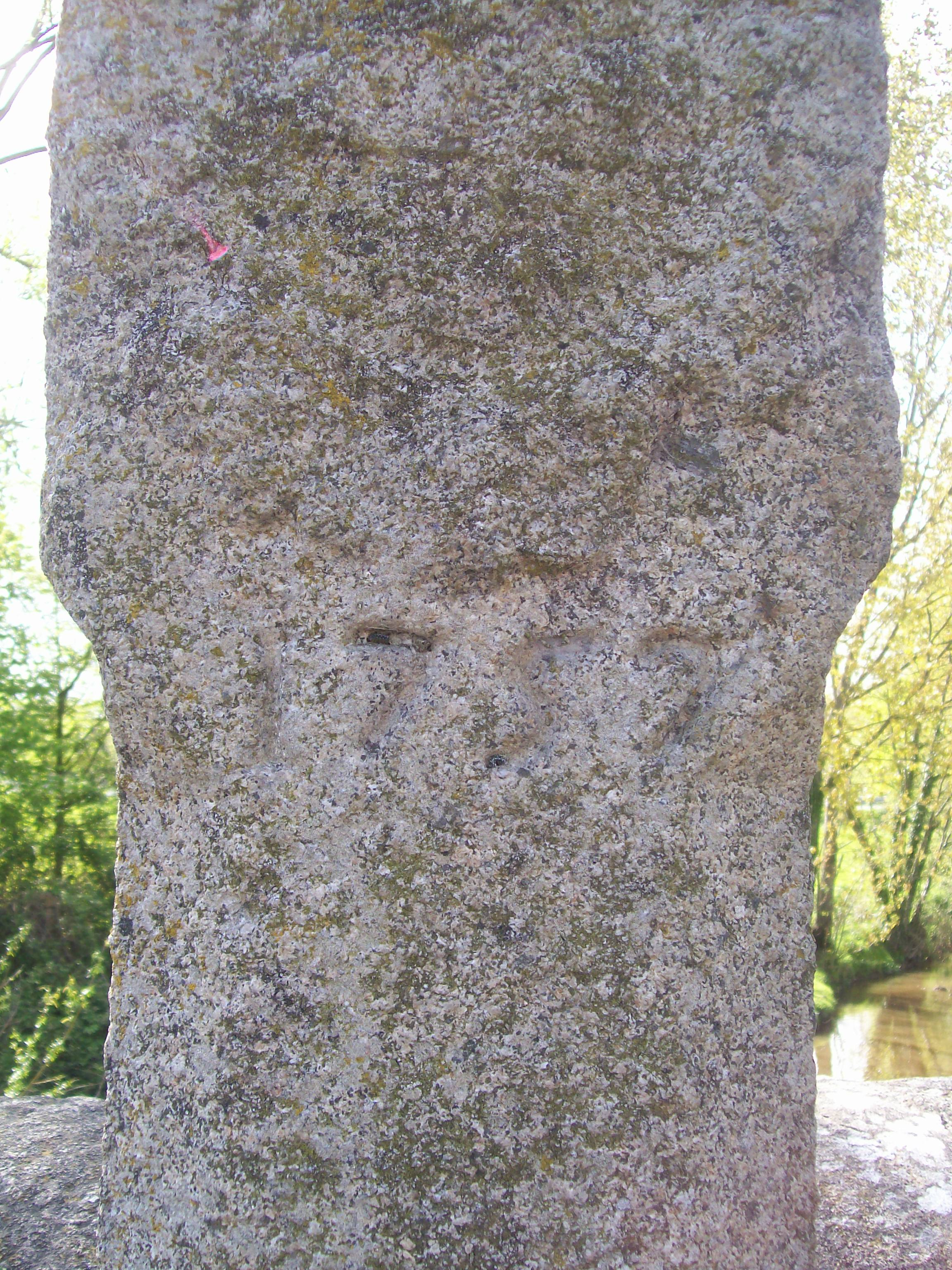
Détail de la borne portant la date de 1757
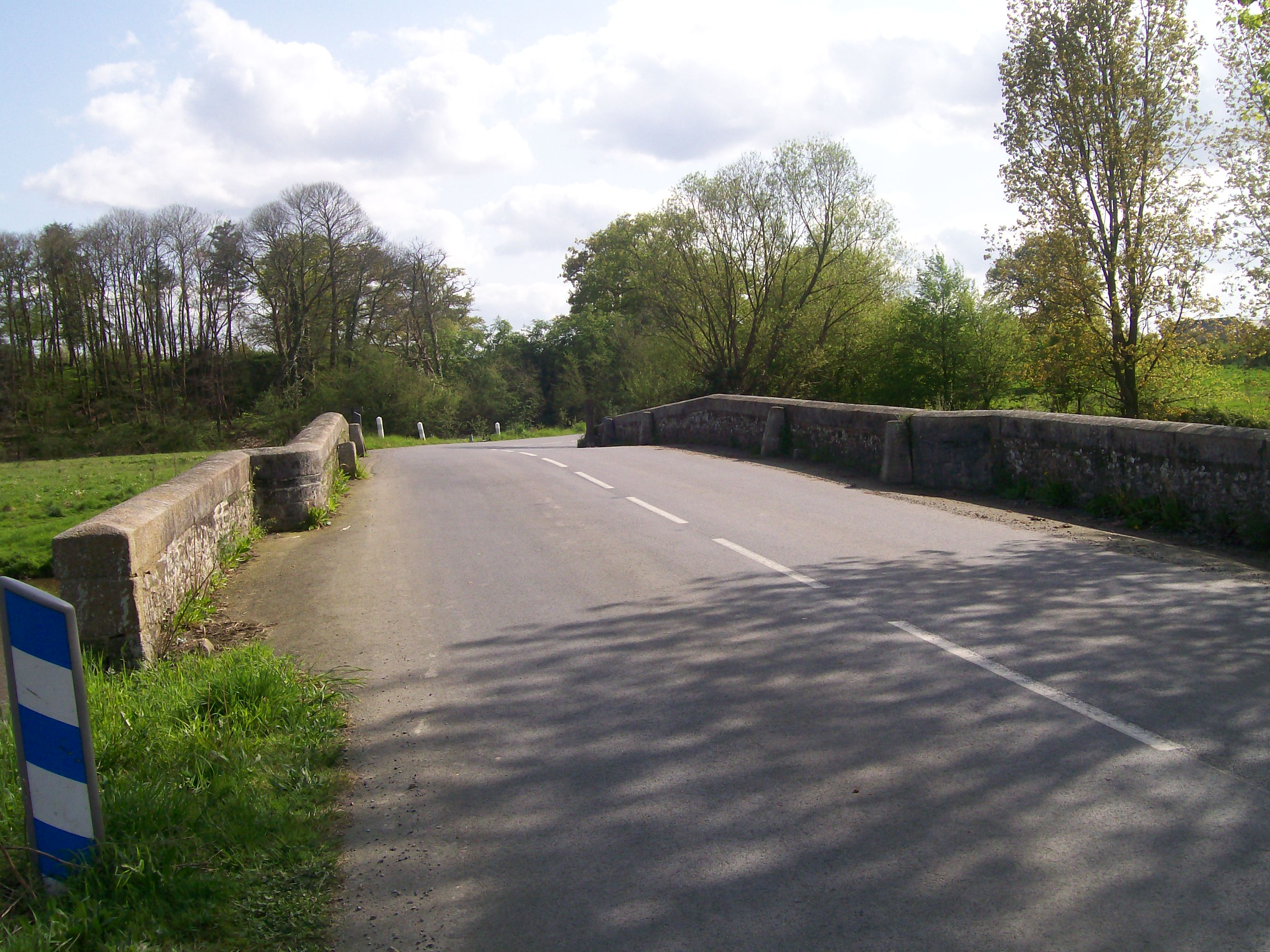
Vue du dos d'âne

## Galerie photos

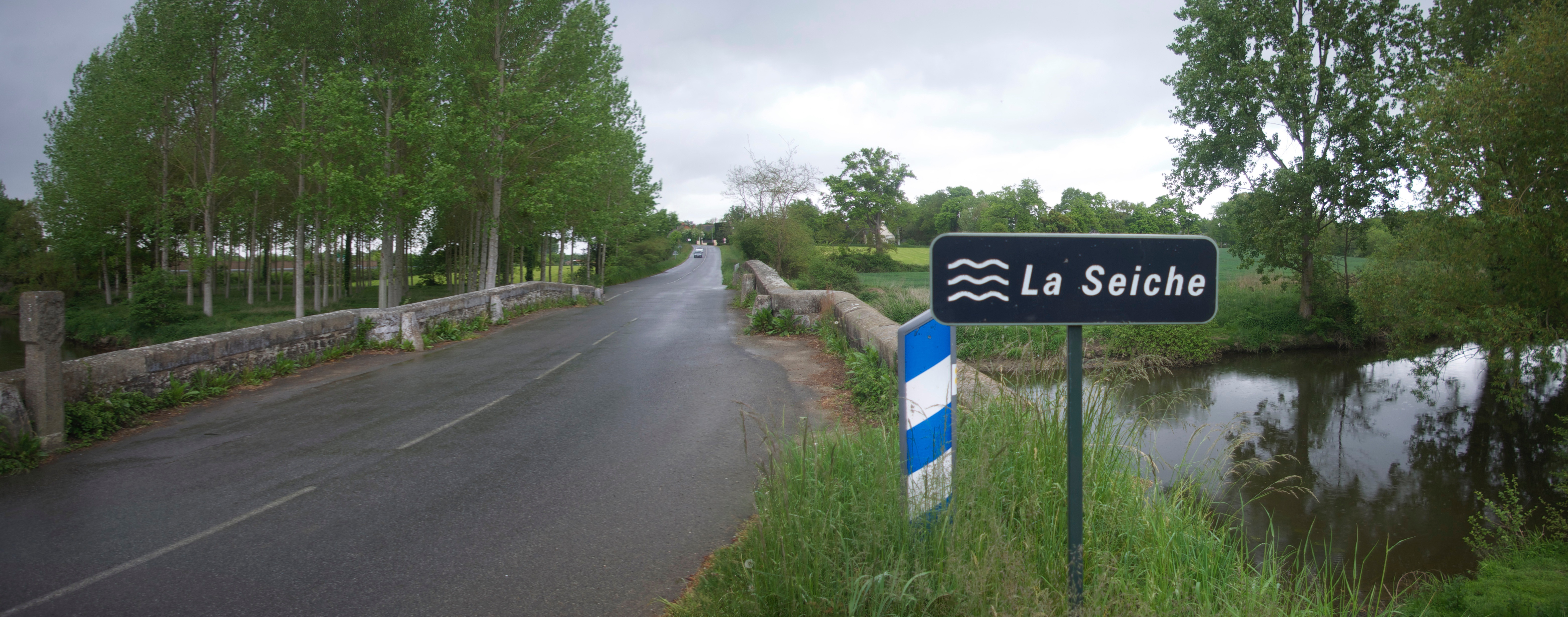
Le pont de Vaugon